# IX Festival olimpico invernale della gioventù europea
Il IX Festival olimpico invernale della gioventù europea si è svolto del 15 al 20 febbraio 2009 in Polonia, nel voivodato dell'Alta Slesia, in particolare nelle città di Bielsko-Biała, Cieszyn, Szczyrk, Tychy e Wisła.

## I Giochi

### Discipline sportive
Durante la terza edizione del Festival si sono disputati 31 eventi sportivi di 9 discipline.
- Biathlon (dettagli)
- Combinata nordica (dettagli)
- Curling (dettagli)
- Hockey su ghiaccio (dettagli)
- Pattinaggio di figura (dettagli)
- Salto con gli sci (dettagli)
- Sci alpino (dettagli)
- Sci di fondo (dettagli)
- Snowboard (dettagli)

### Calendario
| ● | Cerimonia di apertura | ● | Competizioni | ● | Finali | ● | Cerimonia di chiusura |

| Sport                 | Febbraio | Febbraio | Febbraio | Febbraio | Febbraio | Febbraio |
| Sport                 | 15       | 16       | 17       | 18       | 19       | 20       |
| --------------------- | -------- | -------- | -------- | -------- | -------- | -------- |
| Cerimonie             | ●        |          |          |          |          | ●        |
| Biathlon              |          |          | 2        | 2        |          | 1        |
| Combinata nordica     |          | 1        |          | 1        |          | 1        |
| Curling               |          | ●        | ●        | ●        | ●        | 2        |
| Hockey su ghiaccio    |          | ●        | ●        | ●        | ●        | 1        |
| Pattinaggio di figura |          | ●        | 2        | 1        |          |          |
| Salto con gli sci     |          |          | 1        |          | 1        |          |
| Sci alpino            |          | 1        | 1        |          |          | 2        |
| Sci di fondo          |          |          | 2        | 2        | 2        | 1        |
| Snowboard             |          |          |          | 2        |          | 2        |
| Sport                 | 15       | 16       | 17       | 18       | 19       | 20       |
| Sport                 | Febbraio |          |          |          |          |          |

## Medagliere
Paese ospitante
| Pos.   | Paese         |    |    |    |    |
| ------ | ------------- | -- | -- | -- | -- |
| 1      | Russia        | 5  | 2  | 4  | 11 |
| 2      | Germania      | 4  | 7  | 4  | 15 |
| 3      | Austria       | 4  | 4  | 1  | 9  |
| 4      | Finlandia     | 4  | 0  | 2  | 6  |
| 5      | Norvegia      | 3  | 4  | 6  | 13 |
| 6      | Svizzera      | 3  | 3  | 5  | 11 |
| 7      | Svezia        | 2  | 3  | 1  | 6  |
| 8      | Slovenia      | 2  | 0  | 2  | 4  |
| 9      | Polonia       | 1  | 2  | 1  | 4  |
| 10     | Francia       | 1  | 1  | 2  | 4  |
| 11     | Gran Bretagna | 1  | 1  | 0  | 2  |
| 12     | Estonia       | 1  | 0  | 0  | 1  |
| 13     | Ucraina       | 0  | 2  | 0  | 2  |
| 14     | Rep. Ceca     | 0  | 1  | 1  | 2  |
| 15     | Bulgaria      | 0  | 1  | 0  | 1  |
| 16     | Danimarca     | 0  | 0  | 1  | 1  |
| 16     | Lettonia      | 0  | 0  | 1  | 1  |
| Totale | Totale        | 31 | 31 | 31 | 93 |